# Qwerty (street artist)
Qwerty, conosciuto anche come Qwerty Project, è un duo artistico di street artist originario di Roma, attivo dal 2014. Il progetto è formato da due artisti con esperienze precedenti nella pittura, scultura, installazione, fotografia e poesia. Le loro opere sono caratterizzate da una figura nera androgina dalla testa oblunga, ricorrente in diversi murales e installazioni urbane. L’obiettivo del duo è diffondere la poesia nello spazio pubblico, attraverso lo slogan #pensapoetico (#thinkpoetic).

## Storia
Il progetto nasce come collaborazione tra due artisti con esperienze artistiche pregresse e background diversi (Roma, Napoli, Budapest). Il nome Qwerty deriva dalla sequenza iniziale delle lettere sulla tastiera, scelta per rappresentare la contemporaneità e per la sua sonorità distintiva.

## Stile e tematiche
Qwerty sviluppa un linguaggio visivo essenziale, quasi astratto, incentrato sulla figura di un piccolo ominide nero, spesso accompagnato da cuori, rose rosse o animali simbolici. L’arte del duo è definita arte in-civile, ossia capace di intervenire poeticamente nel tessuto urbano con messaggi sociali e riflessioni esistenziali.
Le opere affrontano temi come migrazione, amore, morte, società dei consumi. Alcuni lavori rappresentativi includono:
- una cicogna che trasporta una nave con migranti, installata su un muro di Roma[3],
- un bambino che legge un libro con la scritta Love in cash, riflessione sull’immediatezza delle relazioni[4].

## Opere e progetti
Qwerty ha firmato centinaia di interventi a Roma e in Italia, tramite murales, stencil, poster e adesivi urbani. Ha partecipato al progetto di riqualificazione urbana Arte in Stazione – Città a colori promosso da NSA Roma Nord, RFI e Pittori Anonimi del Trullo, realizzando un grande murale alla stazione ferroviaria di Roma Nomentana, che includeva un omaggio allo street artist Blu.
I loro sticker sono stati avvistati in tutto il mondo: Germania, Australia, Vietnam, Sudafrica, Mozambico, Stati Uniti, Madagascar, Emirati Arabi e altri paesi.

## Mostre ed esposizioni
Nonostante la vocazione urbana, Qwerty ha partecipato a diverse mostre in galleria:
- Art Adoption – Cortona, 2018[6]
- Urbana – Garage Zero, Roma, 2020[7]
- Green Wall – galleria NOA, Roma, 2022[8]
- A rotta di collo – galleria Estensioni, Carrara, 2022[9].

Alcune loro opere sono presenti anche nel MAAM – Museo dell’Altro e dell’Altrove di Roma.

## Documentario
Nel 2021 il regista Luca Immesi ha dedicato al duo il documentario Think Poetic, disponibile su Amazon Prime Video. Il film segue Qwerty e il giovane street artist Pino Volpino in un viaggio surreale attraverso l’arte urbana romana.